# Giovanni Zenatello
Giovanni Zenatello (né le 22 février 1876 à Vérone – mort le 11 février 1949 à New York) est un chanteur lyrique italien, ténor.
Il créa le rôle de Pinkerton dans Madame Butterfly en 1904 à la Scala et en mai au Teatro Grande.

## Biographie
Après des études dans sa ville natale, il fait ses débuts comme baryton à Naples, dans le rôle de Tonio de Paillasse de Leoncavallo, puis il interprète ceux de Silvio et Canio, toujours à Naples, dès 1901. Très vite il devient une grande vedette internationale et « l'un des ténors les plus fêtés des scènes sud-américaines et italiennes », prenant la suite de Francesco Tamagno, le créateur d'Otello. Il fait ses débuts à la Scala de Milan en 1903 dans La Damnation de Faust.
Le 17 février 1904, il participe à la création de Madame Butterfly de Puccini à la Scala, qui se solde par un mémorable fiasco - il reprendra ensuite le rôle de Pinkerton, avec succès, à Parme. À partir de 1906, il chante également Otello, son rôle le plus fameux qu'il interprète un peu partout, plus de cinq cents fois. Il chante également dans Carmen, Les Huguenots, Un Bal masqué, Aida, Andrea Chénier, Oceàna.
Marié à la mezzo-soprano espagnole Maria Gay, il est à l'origine du festival des Arènes de Vérone, qu'il inaugure en 1913, pour le centenaire de Verdi, avec Aida. Malade, il se retire prématurément de la scène et consacre la fin de sa vie à l'enseignement. De 1936 à sa mort, il vit à New York, où il ouvre une école de chant avec Maria Gay. Il devient aussi impresario ; c'est ainsi qu'il lance la carrière de la cantatrice Lily Pons et découvre Maria Callas, dont il suscite les débuts à Vérone dans La Gioconda (1947). 
Dès l'aube du phonographe, il fit à partir de 1903 de nombreuses gravures, que les labels Pearl et Preisler ont réédité en CD, préservant la « voix claironnante, au médium d'une grande solidité », et à la quinte aiguë triomphante, d'un des plus grands ténors héroïques de son temps. Selon André Tubeuf, « sa taille, le mordant intelligent de sa voix, son jeu faisaient de lui le successeur naturel de Tamagno ».

## Sources
- Les Introuvables du chant verdien, L'Avant-Scène opéra, hors-série, 1986.
- L’Univers de l’opéra. Œuvres, scènes, compositeurs, interprètes, sous la direction de Bertrand Dermoncourt, Paris, Robert Laffont, coll. « Bouquins », 2012.
- Tout Verdi, sous la direction de Bertrand Dermoncourt, Paris, Robert Laffont, coll. « Bouquins », 2013.
- Le Nouveau Dictionnaire des interprètes, sous la direction de Alain Pâris, Paris, Robert Laffont, coll. « Bouquins », 2015.